# Blois
Blois é uma comuna francesa na região administrativa do Centro, no departamento Loir-et-Cher. Estende-se por uma área de 37,45 km², com 49 318 habitantes, segundo os censos de 1999, com uma densidade 1317 hab/km².

## Geografia
Blois situa-se às margens do Loire, a meio caminho entre Tours e Orléans. Estendendo-se às duas margens do último rio selvagem da Europa, ela delimita e une a pequena Beauce (margem direita/norte) e a Sologne (margem esquerda/sul).

## Etimologia
A etimologia do nome Blois é obscura. Autores do Século XIX derivam Blois do bretão-celta bleiz (o lobo), apoiados pelo fato de que importantes colônias bretãs se tenha instalado ao longo do vale do Loire a partir do estuário no final do Baixo-Império (século V).
A primeira forma atestada data do século VI e é indireta. Ela faz referência ao "habitantes de Blois" sob  termo blesenses. No século VII, Blois é designada por blesis ou blezis. Moedas do período Merovíngio indicam bleso castro, enquanto que na época carolíngia designa-se Blois por blesum castrum ou castrum blesense (a fortaleza de Blois).
A evolução lingüística do Latim blesum resulta regularmente em francês a bleis, blais, e depois Blois.

## História
As grandes obras de urbanização iniciadas em 1959 permitiram a descoberta de vestígios atestando a presença de um habitat no final da independência gaulesa e de um centro urbano durante a época galo-romana. Nessa época, a cidade situava-se no caminho que ligava Chartres a Bourges.
Blois aparece pela primeira vez em 410, quando foi conquistada pelo chefe bretão Iuomadus, que dali expulsou o "cônsul" Odo, provavelmente de origem germânica. Ele funda ali um Estado autônomo ou semi-autônomo que se manterá até a tomada da cidade por Clóvis em 491.
Em 851, Blois é pilhada pelo chefe Viquingue Hasting. Uma outra fonte indica que a cidade foi pilhada duas vezes em 854, e depois por volta de 856-857.
Em 1171, Blois foi uma das primeiras cidades da Europa a acusar os judeus de crimes rituais, em conseqüência do desaparecimento inexplicado de uma criança cristã. Entre 30 e 35 judeus (em uma comunidade de cerca de 130 pessoas) foram queimados vivos em 26 de maio de 1171.
Na Idade Média, Blois foi a sede de um condado cuja dinastia possuía igualmente o condado de Champagne antes de ascender ao trono de Navarra. Carlos de Blois foi um candidato sem sucesso ao ducado da Bretanha e foi beatificado.
Em 4 de julho de 1562, como Beaugency, Blois foi tomada e pilhada, mas pelos católicos do marechal de Saint-André, e, da mesma maneira que em Beaugency, as mulheres foram estupradas.
Em 7 de fevereiro de 1568, os protestantes do capitão Boucard pilham e incendeiam a cidade, estuprando e matando os católicos. Os franciscanos são atirados nos poços de seus conventos. As igrejas são arruinadas.
Em 1588-1589, a Assembléia dos Estados Gerais se reúne em Blois. Em 23 e 24 de dezembro de 1588, Henrique III manda assassinar o duque de Guise em seu castelo de Blois.
Após a mudança dos reis para Paris, Blois perdeu seu estatuto de residência real, junto com o fasto e a atividade econômica que acompanhavam a corte. Henrique IV também transferiu para Fontainebleau a rica biblioteca de Blois.